# Робела
Робѐла (на италиански: Robella; на пиемонтски: Robela, Робела) е село и община в Северна Италия, провинция Асти, регион Пиемонт. Разположено е на 428 m надморска височина. Населението на общината е 503 души (към 2010 г.).